# Kläre Vorreiter
Kläre Vorreiter (* 10. Oktober 1934 in Schönkirchen) ist eine deutsche Politikerin (CDU).
Vorreiter besuchte die Volksschule und das Gymnasium. Nach einer abgeschlossenen Ausbildung zur Großhandelskauffrau war sie 20 Jahre im elterlichen Unternehmen tätig und danach Hausfrau. Ferner war sie acht Jahre lang Schöffin am Landgericht.
1972 trat Vorreiter in die CDU ein, wo sie Vorsitzende der Frauenunion im Kreis Plön, stellvertretende Kreisvorsitzende der CDU und Mitglied verschiedener Fachausschüsse der Partei war. Sie war außerdem Bürgerliches Mitglied der Gemeindevertretung und des Plöner Kreistages, ab 1982 gewähltes Mitglied des Plöner Kreistages, von 1988 bis 1990 Kreispräsidentin, von 1990 bis 1992 Kreisrätin und von 1992 bis 2000 Mitglied des Landtags von Schleswig-Holstein.